# 八渡瑶族乡
八渡瑶族乡是中华人民共和国广西壮族自治区百色市田林县下辖的一个民族乡。

## 行政区划
八渡瑶族乡下辖以下村级行政区划单位：
福达村、八桃村、弄当村、平封村、百六村、那拉村、那囊村、六章村、那利村、东朋村、八渡村、博峨村、合塘村、六林村、那骂村、顶孟村和者塘村。